# Delmore Schwartz
Delmore Schwartz (* 8. Dezember 1913 in Brooklyn, New York City; † 11. Juli 1966 ebenda) war ein US-amerikanischer Schriftsteller und Dichter jüdischer Herkunft.
Schwartz wurde 1913 in Brooklyn als Sohn jüdisch-rumänischer Einwanderer geboren. Seine Eltern trennten sich, als er neun Jahre alt war. Das Scheitern der Beziehung seiner Eltern hatte einen großen Einfluss auf Schwartz; in seiner bekannten Kurzgeschichte In Dreams Begin Responsibilities versuchte er später diese Thematik literarisch zu verarbeiten.
Nach einem Studium an der Columbia University und der University of Wisconsin erhielt Schwartz 1935 seinen Bachelor in Philosophie an der New York University. Ein anschließendes postgraduales Studium an der Harvard University beendete er ohne einen weiteren akademischen Abschluss. Sein Essay Poetry as Imitation wurde jedoch 1936 von der Harvard University mit dem Bowdoin-Preis im Bereich der Geisteswissenschaften ausgezeichnet. Ab 1940 übernahm Schwarz eine Lehrtätigkeit in Harvard zunächst als Dozent ohne Festanstellung (Briggs-Copeland Lecturer) und danach als Assistenzprofessor (Assistant Professor). Nach zwölf Jahren beendete er 1947 seine Arbeit in Harvard, da er hier eine wachsende antisemitische Stimmung wahrzunehmen glaubte, und kehrte nach New York zurück.
Sein erstes veröffentlichtes Werk war die 1937 erschienene Kurzgeschichte In Dreams Begin Responsibilities. Diese und andere Kurzgeschichten und Gedichte erschienen in seinem ersten Buch In Dreams Begin Responsibilities and Other Stories (1938). Es wurde gut aufgenommen und Schwartz wurde zu einer bekannten Figur in den intellektuellen Zirkeln New Yorks. Er wurde ein demokratischer Sozialist und arbeitete mit Irving Howe zusammen.
In den nächsten drei Jahrzehnten publizierte Schwartz zahlreiche Geschichten, Gedichte und Stücke und gab von 1943 bis 1955 die Partisan Review heraus. Vor allem seine 1948 in dem Sammelband The World is a Wedding veröffentlichten Kurzgeschichten fanden in der Literaturkritik Anerkennung als gelungene Darstellung des jüdischen Mittelschichtslebens während der Great Depression. So betrachtete etwa die renommierte jüdische Monatszeitschrift Commentary 1962 die short stories von Delmore Schwartz in einer Rezension als „the definitive portrait of the Jewish middle class in New York during the Depression“.
1959 war Schwartz der Jüngste unter den mit dem Bollingen Prize Geehrten. Er erhielt den Preis für eine Sammlung von Gedichten, die in jenem Jahr erschien (Summer Knowledge: New and Selected Poems). Diese Sammlung enthält auch Calmly We Walk Through This April's Day.
Sein späteres Leben war vom Alkoholismus und schließlich vom Wahnsinn geprägt; die Geschichte dieser Abwärtsspirale, die seinem ursprünglichen Erfolg folgte, liegt Saul Bellows Roman Humboldt's Gift (1975 dt. Humboldts Vermächtnis) zugrunde.
1962 begann Schwartz Creative Writing an der Syracuse University zu unterrichten. Einer seiner Studenten war der zukünftige Sänger und Songwriter Lou Reed, der seinem Mentor mehrere Lieder widmete (insbesondere European Son). Schwartz soll zu Reed gesagt haben: „Du kannst schreiben und solltest du Dich verkaufen (sell out) und es einen Himmel geben, von dem aus Du verfolgt werden kannst, dann werde ich Dich verfolgen“. Reed sollte das nie vergessen. Er besuchte 1966 Schwartz' Begräbnis und Jahre später erzählte Reed in seinem Lied My House die Geschichte eines Geistes in seinem neuen Haus, der D-E-L-M-O-R-E auf einem Ouijabrett buchstabiere. Der Geist habe ihn nicht erschreckt, sondern inspiriert.
Der Ausdruck „In Dreams Begin Responsibilities“ ist bei Literaten beliebt und taucht in unerwarteten Zusammenhängen auf. Außerdem wird er von der Rockband U2 in ihrem Song Acrobat auf dem Album Achtung Baby verwendet.
Delmore Schwartz verbrachte seine letzten Jahre vom Alkoholismus und Medikamentenmissbrauch gezeichnet in großer Zurückgezogenheit im Columbia Hotel in New York City. Beerdigt wurde er auf dem Cedar Park Friedhof in Emerson, New Jersey.

## Veröffentlichte Schriften
deutsch
- Ein Buch, das ich weder las noch schrieb : Gedichte, Göttingen: AltaQuito, 1997
- Der Traum vom Leben, Augsburg: Maro-Verlag 2002, ISBN 3875122593
- Yeats starb samstags in Frankreich & andere Gedichte, Göttingen: AltaQuito, 2003
- Ein Traum von Whitman: & andere Gedichte, Göttingen: AltaQuito, 2009, ISBN 978-3-923588-73-2

englisch
- In Dreams Begin Responsibilities (1938), eine Sammlung von Kurzgeschichten und Gedichten – ISBN 0811206807
- Shenandoah (1941), ein Versdrama
- Genesis (1943), ein Prosagedicht über das Wachsen eines Menschen
- World Is a Wedding (1948), eine Sammlung von Kurzgeschichten
- Vaudeville for a Princess and Other Poems (1950)
- Summer Knowledge: New and Selected Poems (1959)
- Successful Love and Other Stories (1961)

Posthum publiziert:
- Selected Essays (1970, hrsg. von Donald Dike, David Zucker), ISBN 0-226-74212-1
- Letters of Delmore Schwartz (1984, hrsg. von Robert Phillips), ISBN 0-86538-044-9
- The Ego Is Always at the Wheel: Bagatelles (1986, ed. Robert Phillips), eine Sammlung skurriler humorvoller Kurzessays, ISBN 0-8112-0983-0
- Last and Lost Poems (1989, ed. New Directions Publishing), ISBN 0-8112-1075-8
- The collected poems of Delmore Schwartz, edited by Ben Mazer, New York : Farrar, Straus and Giroux, 2024, ISBN 978-0-374-60430-1

## Belege
1. ↑  Vgl. zu den biografischen Angaben Delmore Schwartz. Auf: Academy of American Poets. Siehe auch Delmore Schwartz Facts. Auf: Your Dictionary. Abgerufen am 7. Mai 2015.
2. ↑  Vgl. Robert W. Flint: The Stories of Delmore Schwartz. In: Commentary. April 1962. Online . Abgerufen am 8. Mai 2015.
3. ↑  Vgl. Delmore Schwartz 1913 - 1966. Auf: Poetry Foundation. Abgerufen am 21. April 2015.
4. ↑  Vgl. dazu auch Lou Reed: O Delmore how I miss you · Dreams from his teacher. Auf: Poetry Foundation . Abgerufen am 8. Mai 2015.
5. ↑  U2 - Acrobat Songtext. Abgerufen am 7. Mai 2019.
6. ↑  "Sometimes the Grave Is a Fine and Public Place". New York Times. March 28, 2004

| Personendaten    | Personendaten                          |
| ---------------- | -------------------------------------- |
| NAME             | Schwartz, Delmore                      |
| KURZBESCHREIBUNG | US-amerikanischer Dichter und Erzähler |
| GEBURTSDATUM     | 8. Dezember 1913                       |
| GEBURTSORT       | Brooklyn, New York City                |
| STERBEDATUM      | 11. Juli 1966                          |
| STERBEORT        | Brooklyn, New York City                |